# Christopher Harris
Christopher Harris –conocido como Chris Harris– (Durban, Sudáfrica, 19 de octubre de 1985) es un deportista neozelandés que compitió en remo.
Ganó tres medallas en el Campeonato Mundial de Remo entre los años 2015 y 2018.
Participó en tres Juegos Olímpicos de Río de Janeiro 2016, entre los años 2012 y 2020, ocupando el octavo lugar en Tokio 2020, en la prueba de doble scull.

## Palmarés internacional
| Campeonato Mundial | Campeonato Mundial        | Campeonato Mundial | Campeonato Mundial |
| Año                | Lugar                     | Medalla            | Prueba             |
| ------------------ | ------------------------- | ------------------ | ------------------ |
| 2015               | Aiguebelette (Francia)    | Medalla de bronce  | Doble scull        |
| 2017               | Sarasota (Estados Unidos) | Medalla de oro     | Doble scull        |
| 2018               | Plovdiv (Bulgaria)        | Medalla de bronce  | Doble scull        |